# 埃尔库沃德铁拉德尔维诺
埃尔库沃德铁拉德尔维诺，是西班牙卡斯蒂利亚-莱昂萨莫拉省的一个市镇。 总面积34平方公里，总人口465人（2001年），人口密度14人/平方公里。